# Sütçüler
Sütçüler là một huyện thuộc tỉnh Isparta, Thổ Nhĩ Kỳ. Huyện có diện tích 1138 km² và dân số thời điểm năm 2007 là 13672 người, mật độ 12 người/km².